# 陈士惠

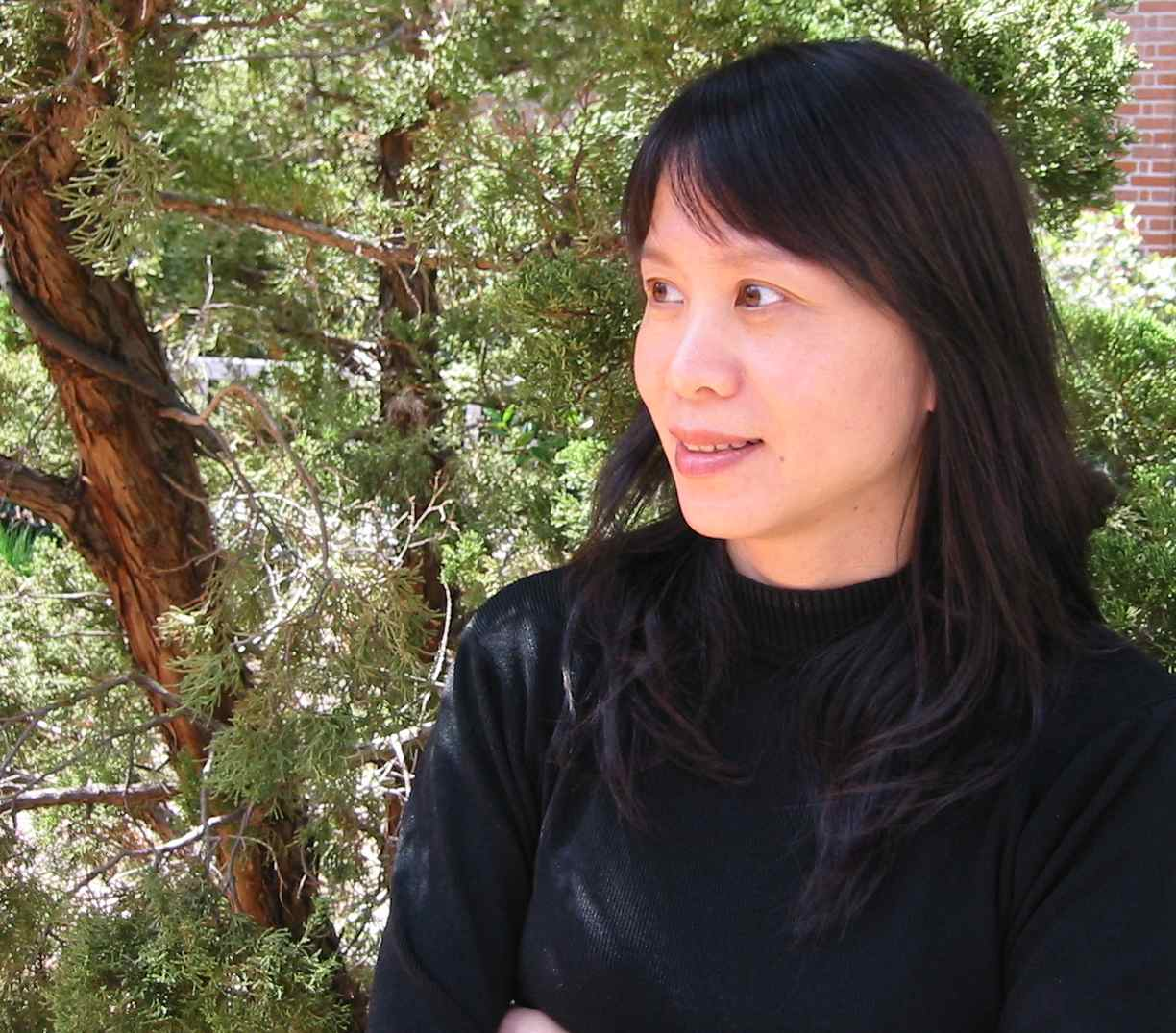
陈士惠

陈士惠（英語：Shih-Hui Chen, 1962年—）是一位台湾作曲家，目前居住在美国。

## 生平
1962年出生于台北市，1982年赴美留学，获得北伊利诺伊大学硕士学位和波士顿大学博士学位。之后任教于莱斯大学音乐作曲和理论系。

## 荣誉
2000年获得古根海姆学者奖，2010年获得富布赖特项目支持学习中国传统音乐，南管和臺灣原住民族音乐。